# 里根 (印第安納州)
里根（英語：Reagan）是位於美國印地安納州克林頓縣的一個非建制地區。該地的面積和人口皆未知。

## 地理
里根的座標為40°11′31″N 86°30′34″W / 40.19194°N 86.50944°W，而該地的平均海拔高度為266米（即873英尺）。